# ماريو مارتينيز (ملاكم)
ماريو مارتينيز (بالإسبانية: Mario Martínez)‏ (15 أغسطس 1965 بغوادالاخارا في المكسيك - ) هو ملاكم مكسيكي، صنّف ضمن فئة وزن الريشة السوبر ‏.

## روابط خارجية
- ماريو مارتينيز على موقع بوكس ريك (الإنجليزية) (registration required)